# Gongora ileneana
Gongora ileneana là một loài thực vật có hoa trong họ Lan. Loài này được G.Gerlach & Heider mô tả khoa học đầu tiên năm 2001.